# كيلومكرون

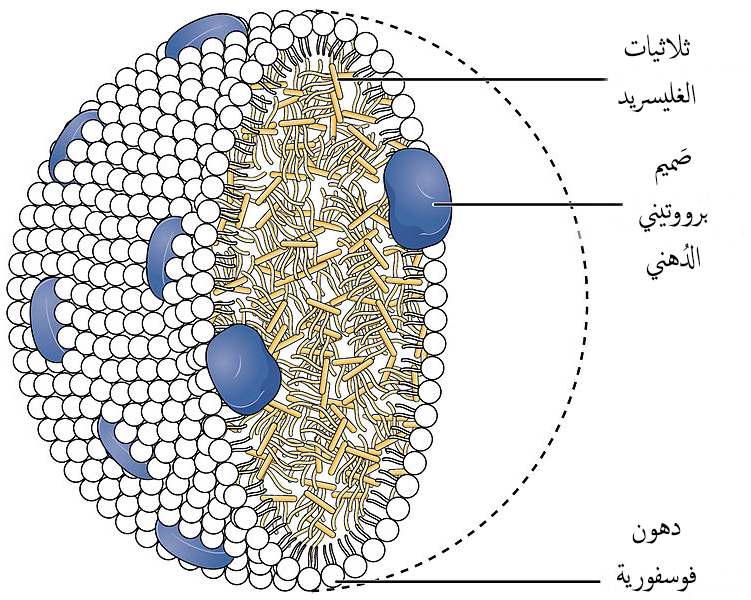
صُورة تَخطيطية تُظهر الكيلومكرونات.

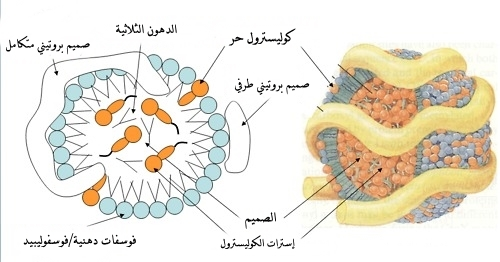
تَركيب الكيلومكرون

كيلومكرونات (بالإنجليزية: Chylomicrons)‏ هي بروتينات دُهنية تتكون مِن ثلاثيات الغليسريد (85-92%) وَدهون فسفورية (6–12%) وَكولسترول (1–3%) وَبروتينات (1–2%). تُساعد الكِيلومكرونات في نَقل الليبيدات الغِذائية مِن الأَمعاء إِلى مواقع أُخرى من الجِسم، وَتُعتبر الكيلومكرونات واحدةً من مَجموعات البروتينات الدُهنية الخَمس الكُبرى وهيَ:الكيلومكرونات Chylomicrons والبروتينات الدُهنية وضيعة الكثافة VLDL وَالبروتينات الدُهنية مُنخفضة الكَثافة LDL وَالبروتينات الدُهنية متوسطة الكَثافة IDL وَالبروتينات الدُهنية مُرتفعة الكثافة HDL، حيثُ تساعد هذه المَجموعات على نَقل الدُهون وَالكولسترول ضِمن مَجرى الدَم.

## التَعريف
تُعرف الكَيلومكرونات بشكل مُختصر على أنها الناتج النهائي لعملية هضم وامتصاص الدهون من المكونات الغذائية، حيث تصل الدهون المهضومة والممتصة إلى الدورة الدموية على شكل الكيلومكرونات.

## التسمية
يَعود أَصل كَلِمة كيلومكرون (Chylomicron) إلى:
- كَيلوس (Chylo): وهيَ كَلمة إغريقية تَعني السائِل اللبني أَو العُصارة.
- مِكرون (Micron): وهيَ تعني الجُسيمات الصَغيرة.

## الأهمية

تَركيب الكيلومكرون: صميم بروتيني دُهني بي وَسي وَايه وَاي (Apo) - ثلاثي الغليسريد (T) - كولسترول (C) - دهون فسفورية (أخضر)

تُساعد الكيلومكرونات على نَقل الليبيدات المُمتصة من الأمعاء إلى الأنسجة الدُهنية وَالأَنسجة العَضلية القَلبية وَالهيكلية، حيثُ تَتحلل ثلاثيات الغليسريد المكونة للكيلومكرون عنَ طريق إنزيم ليباز البروتين الدُهني مما يُساعد على امتصاصها من قِبل هذه الأَنسجة. تتكون بَقايا الكيلومكرونات عندما يَتحلل جُزء كَبير من ثلاثي أسيل الغليسرول، حيثُ تنتقل هذه البقايا إلى الكَبد وبالتالي تنتقل الدُهون أيضاً إلى الكَبد.

## الأصل
تتكون الكيلومكرونات بشكل أساسي في الشَبكة الإندوبلازمية الموجودة في الخَلايا المعوية للأمعاء الدَقيقة، ويُساعد وجود الزغابات المعوية المُحاطة بالزُغيبات على تَوفير مَساحة سَطحية للامتصاص، وَتُفرز الكيلومكرونات حديثة التَكوين من خلال الغَشاء الأساسي الجانِبي (Basolateral membrane) للمَرابِض، حيثُ تتحد مَع اللمف لتكوين الكَيلوس، ثُمَ تقوم الأوعية اللمفية بِنقل الكَيلوس كعائد وريدي إلى الدورة الدموية الكُبرى.

## التطور
تَمر دورة حَياة الكيلومكرون بِثلاث مَراحل كالتَالي:
- كيلومكرون وَليد (Nascent).
- كيلومكرون ناضج (Mature).
- بَقايا الكيلومكرون (Remnant).

### الوَليد

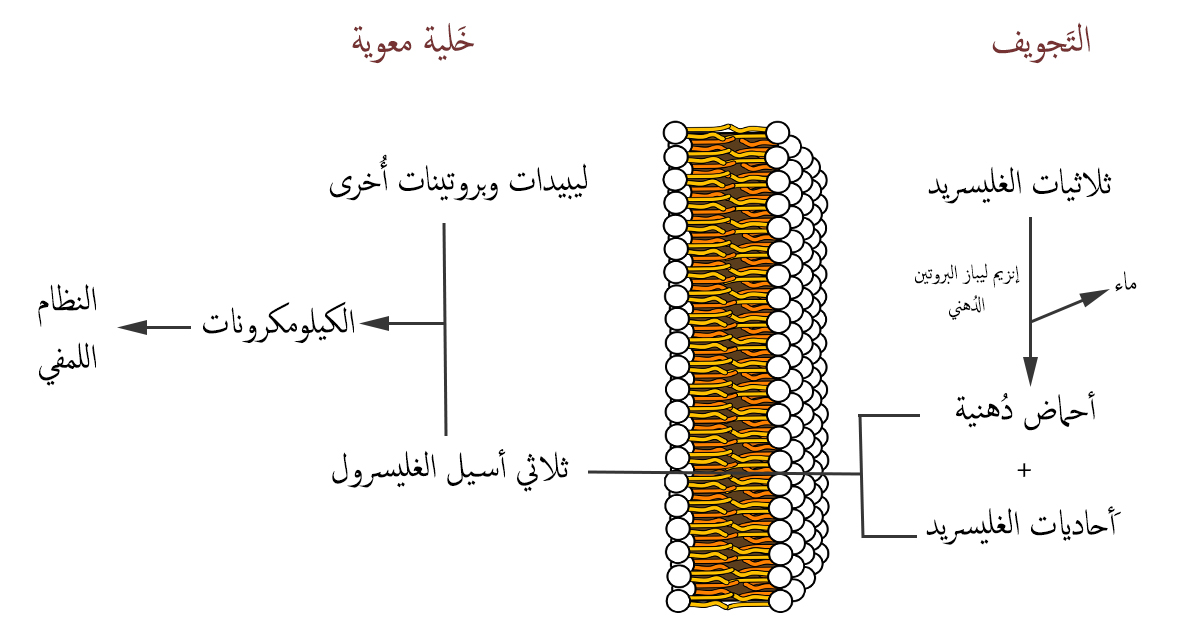
مُخطط مُختصر لمراحل تَكون الكيلومكرون

تُستحلب ثلاثيات الغليسريد عن طَريق عُصارة المرارة وَتتحلل عن طَريق إنزيم ليباز البروتين الدُهني، مما يُؤدي إلى تَكوين خَليط من الأحماض الدُهنية وَأحاديات الغليسريد، ثُم ينتقل هذا الخَليط من تَجويف الأَمعاء إلى الخَلايا المَعوية التي تقوم بِدورها بإعادة أسترته لِتكوين ثلاثي أسيل الغليسرول، بعدَ ذلك يَتحِد ثلاثي أسيل الغليسرول مَع الدهون فسفورية وَإستر الكولسترول وَصميم البروتين الدُهني بي-48 لِتكوين الكيلومكرون الوَليد الذي يَتم إطلاقه من الخلايا المَعوية عن طَريق الإخراج الخلوي إلى المَرابض (Lacteals) وَالأوعية اللمفية التي تَصدر عن زُغيبات الأمعاء الدَقيقة، وبعدَ ذلك يتم إفرازه إلى مجرى الدَم في المَنطقة ما بَين القَناة الصَدرية وَالوَريد تحت التُرقوي.

### الناضِج
أثناء دَوران الكيلومكرونات الوَليدة في مَجرى الدَم تَحصل عملية تَبادل بالمكونات بينها وَبين البروتينات الدُهنية مُرتفعة الكَثافة، حيثُ تُمنح الكَيلومكرونات الوَليدة الصَميم البروتيني الدُهني سي II (يُُعتبر عامل مُساعد لإنزيم ليباز البروتين الدُهني) وَالصَميم البروتيني الدُهني إي، لِذلك تتحول هذه الكيلومكرونات إلى كيلومكرونات ناضِجة والتي تُدعى اختصاراً بالكيلومكرونات.

### البَقايا
تُعيد الكيلومكرونات الناضجة الصميم البروتيني الدُهني سي II إلى البروتينات الدُهنية مُرتفعة الكَثافة ولكن تحتفظ بالصميم البروتيني الدُهني إي، حيثُ يُساعد الصميم البروتيني الدُهني إي وَالصميم البروتيني الدُهني بي-48 على تَحديد بقايا الكيلومكرونات في الكَبد مما يُسهل عملية التَعرف عليها بِهدف تكسيرها والتِقامها.

## المَراجع
1. ↑  محمد هيثم الخياط (2006). المعجم الطبي الموحد: إنكليزي - عربي (بالعربية والإنجليزية) (ط. 4). بيروت: مكتبة لبنان ناشرون، منظمة الصحة العالمية. ص. 381. ISBN:978-9953-33-726-5. OCLC:192108789. QID:Q12193380.
2. ↑  محمد مرعشي (2003). معجم مرعشي الطبي الكبير (بالعربية والإنجليزية). بيروت: مكتبة لبنان ناشرون. ص. 868. ISBN:978-9953-33-054-9. OCLC:4771449526. QID:Q98547939.
3. ↑  Mahmood Hussain، M (يناير 2000). "A proposed model for the assembly of chylomicrons". Atherosclerosis. ج. 148 ع. 1: 1–15. DOI:10.1016/S0021-9150(99)00397-4.
4. ↑  المُعجم الطبي، الإصدار الثاني، ترجمة كلمة Chylo وَكلمة Micron.
5. ↑  Smith، Sareen S. Gropper, Jack L.؛ Smith، Jack S (2013). Advanced nutrition and human metabolism (ط. 6th). Belmont, CA: Wadsworth/Cengage Learning. ISBN:1133104053.{{استشهاد بكتاب}}:  صيانة الاستشهاد: أسماء متعددة: قائمة المؤلفين (link)